# Herb powiatu suwalskiego
Herb powiatu suwalskiego – jeden z symboli powiatu suwalskiego.

## Wygląd i symbolika
Herb przedstawia na tarczy w polu złotym trzy zielone góry ułożone obok siebie, na środkowej świerk tej samej barwy, symbolizujący lasy. W tle trzy błękitne falujące pasy poziome, oznaczające trzy płynące przez Suwalszczyznę rzeki: Rospudę, Czarną Hańczę i Marychę. Herb nawiązuje do historycznego symbolu guberni suwalskiej.

## Galeria

Herb powiatu suwalskiego
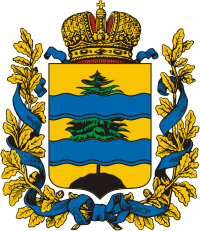
Herb guberni suwalskiej
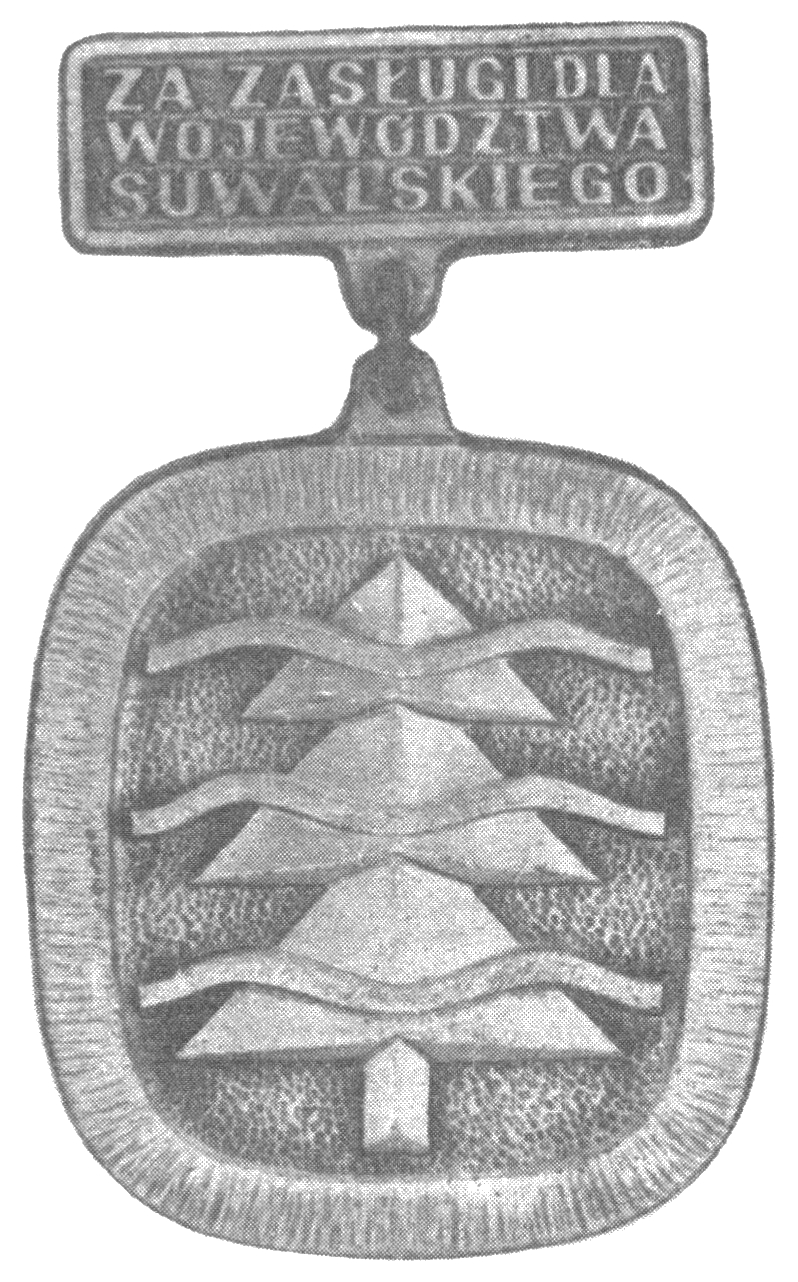
Odznaka z herbem województwa suwalskiego